# 世界大地测量系统
世界大地测量系统（英語：World Geodetic System, WGS）是一种用于地图学、大地测量学和導航（包括全球定位系统）的大地测量系统标准。WGS包含一套地球的标准经纬坐标系、一个用于计算原始海拔数据的参考椭球体，和一套用以定义海平面高度的引力等势面数据。
WGS的最新版本为WGS 84（也称作WGS 1984、EPSG:4326），1984年定义、最后修订于2004年。之前的版本有WGS 72、WGS 66、WGS 60。全球定位系统使用的就是WGS 84参考系。
在Android系統內取得的海拔高度預設是參照WGS84而不是當地平均海平面，使得用戶在海邊定位可能發現自己的測量值位於海平面以下。

## 历史
补充各种国家测量系统的努力始于19世纪，Friedrich Robert Helmert的名著《物理大地测量的数学和物理理论》。奥地利和德国成立了Zentralbüro für die Internationale Erdmessung（国际大地测量中央局），并得出了一系列地球的全球椭圆体（例如，Helmert 1906，Hayford 1910/ 1924）。
在20世纪50年代，由于一些原因，一个统一的世界大地测量系统变得至关重要。
- 国际空间科学和宇航学的开始。
- 缺乏洲际大地测量信息。
- 当时的大型大地测量系统，如欧洲基准（ED50）、北美基准（NAD）和东京基准（TD），无法提供全世界的地理数据基础。
- 需要全球地图用于导航、航空和地理。
- 西方的冷战准备需要一个标准化的、北约范围内的地理空间参考系统，根据北约标准化协议的规定

### WGS 60
在20世纪50年代末，美国国防部与其他机构和国家的科学家一起，开始开发所需的世界系统，使大地测量数据可以参考，并在相距甚远的有关地点的坐标之间建立兼容性。美国陆军、海军和空军的努力结合起来，形成了国防部的1960年世界大地测量系统（WGS 60）。这里所用的术语基准是指一个光滑的表面，有点随意地定义为零高程，与一组测量员对各站之间的距离和高程差异的测量相一致，所有这些都被简化为一个纬度、经度和高程的网格。传统的测量方法发现与当地水平面的高差，由水准仪、铅垂线或取决于当地重力场的同等设备确定（见物理大地测量学）。因此，数据中的高程是以大地水准面为基准的，而使用卫星大地测量法不容易找到这个面。后者的观测方法更适合于全球制图。因此，在WGS和类似的工作中，一个动机和实质性的问题是将不同地区的数据拼凑在一起，而且将高程重新参考到一个椭圆体模型而不是大地水准面。
在完成WGS 60的过程中，结合了现有的地表重力数据、天体大地测量数据和HIRAN的结果。和加拿大的SHORAN测量被用来为每个最初选定的基准面定义一个最适合的椭圆体和一个地球中心的方向。(每个基准面都是通过已经描述过的天体大地测量方法，相对于大地水准面的不同部分进行定位）。卫星数据对WGS 60发展的唯一贡献是，从卫星的结点运动中获得的椭圆体扁平化值。
在WGS 60之前，美国陆军和美国空军通过使用不同的重力基准定位方法，各自开发了一个世界系统。为了确定他们的重力定向参数，空军使用了在主要基准面区域内特别选定的站点的重力和天体大地测量偏差和大地水准面高度（起伏）之间的差异的平均值。军队进行了调整，以尽量减少天文大地测量和重力测量大地水准面之间的差异。通过将选定基准面的相对天文大地测量大地水准面与以地球为中心的重力测量大地水准面相匹配，选定的基准面被缩小到以地球为中心的方向。由于陆军和空军的系统在NAD、ED和TD地区的一致性非常好，因此它们被合并，成为WGS60。

重力基准面方向

### WGS 66
对全球系统的改进包括Irene Fischer的Astrogeoid和宇航员的水星基准。1966年1月，一个由美国陆军、海军和空军代表组成的世界大地测量系统委员会负责开发一个改进的WGS，以满足绘图、制图和大地测量的需要。自WGS60开发以来，已经有了更多的地表重力观测、三角测量和三坐标网络扩展的结果，以及大量的多普勒和光学卫星数据。利用额外的数据和改进的技术，WGS 66被制作出来，在1967年实施后约五年内满足国防部的需要。WGS 66椭圆体的决定性参数是扁平化（根据卫星数据确定的1/298.25）和半大轴（根据多普勒卫星和天体大地测量数据的组合确定的6378145米）。世界范围内的5°×5°平均自由空气重力异常场为制作WGS66重力大地水准面提供了基本数据。此外，还从现有的天体大地测量数据中得出了以WGS 66椭圆体为参照的大地水准面，以提供有限土地区域的详细表述。

### WGS-84
初版WGS84通过遍布世界的卫星观测站观测到的坐标建立，其精度为1—2m。1994年1月2日，通过10个观测站在GPS测量方法上改正，得到了WGS84（G730），G表示由GPS测量得到，730表示为GPS时间第730个周。
1996年，美國國家地理空間情報局前身National Imagery and Mapping Agency (NIMA) 为美国国防部 (U.S.Department of Defense, DoD)做了一个新的坐标系统。这样实现了新的WGS版本WGS（G873）。其因为加入了美國海軍天文台和北京站的改正，其东部方向加入了31-39cm 的改正。所有的其他坐标都有在1分米之内的修正。

## 参阅
- 经纬汇合工程
- 地理标签
- 興趣點
- Geo